# Héctor Scarone
Héctor Pedro Scarone (Montevideo, 26 november 1898 – aldaar, 4 april 1967) was een Uruguayaans voetballer. Hij vestigde met 31 doelpunten een recordaantal doelpunten als speler van het Uruguayaans nationaal elftal, dat niet geëvenaard werd tot Diego Forlán op 24 juli 2011 eveneens zijn 31e doelpunt scoorde voor Uruguay. Scarone had als bijnaam El Magico (De Magische).

## Clubvoetbal
Scarone speelde het merendeel van zijn loopbaan als voetballer bij Club Nacional de Football (1913-1926, 1927-1931, 1934-1939), waarmee hij acht keer kampioen van Uruguay werd. In 1926 was hij de tweede Uruguayaanse voetballer die naar Europa vertrok. Alleen Júlio Bavasto ging hem in 1910 voor toen die bij AC Milan ging spelen. Scarone werd gecontracteerd door FC Barcelona. Hij speelde zes maanden voor de Catalaanse club. Verder speelde Scarone voor Internazionale Milano (1931-1932), US Città di Palermo (1932-1934) en Montevideo Wanderers (1939).

## Nationaal elftal
Scarone scoorde 31 keer in 52 interlands voor het Uruguayaans nationaal elftal. Het duurde tot de finale van de Copa América 2011 voordat Diego Forlán de eerste was die hem dat nadeed. Die had daar 81 interlands voor nodig. Zowel op de Olympische Zomerspelen 1924 van Parijs als op de Olympische Zomerspelen 1928 van Amsterdam werd Scarone met Uruguay olympisch kampioen. In 1930 was de aanvaller met zijn land winnaar van het eerste Wereldkampioenschap voetbal. Scarone won met zijn landgenoten ook Copa América 1917, de Copa América 1923, de Copa América 1924 en de Copa América 1926.

## Loopbaan als coach
Na zijn loopbaan als voetballer was Scarone coach van Club Deportivo Los Millonarios (1946-1947), Real Madrid (1950-1952) en Nacional de Montevideo (1954).